# Neuilly-sur-Marne
Neuilly-sur-Marne (franskt uttal: [nøji syʁ maʁn]
 ( lyssna)) är en kommun i departementet Seine-Saint-Denis i regionen Île-de-France i norra Frankrike. Kommunen ligger i kantonen Gagny som tillhör arrondissementet Le Raincy. År 2022 hade Neuilly-sur-Marne 38 799 invånare.
Kommunen ligger i Paris storstadsområde, cirka 13 kilometer öster om centrala Paris.

## Befolkningsutveckling
| Befolkningsutvecklingen i Neuilly-sur-Marne 1968–2021 | Befolkningsutvecklingen i Neuilly-sur-Marne 1968–2021 | Befolkningsutvecklingen i Neuilly-sur-Marne 1968–2021 | Befolkningsutvecklingen i Neuilly-sur-Marne 1968–2021 | Befolkningsutvecklingen i Neuilly-sur-Marne 1968–2021 |
| ----------------------------------------------------- | ----------------------------------------------------- | ----------------------------------------------------- | ----------------------------------------------------- | ----------------------------------------------------- |
|                                                       |                                                       |                                                       |                                                       |                                                       |
| År                                                    |                                                       |                                                       | Folkmängd                                             |                                                       |
| 1968                                                  | 1968                                                  |                                                       | 22 543                                                |                                                       |
| 1975                                                  | 1975                                                  |                                                       | 30 168                                                |                                                       |
| 1982                                                  | 1982                                                  |                                                       | 31 195                                                |                                                       |
| 1990                                                  | 1990                                                  |                                                       | 31 461                                                |                                                       |
| 1999                                                  | 1999                                                  |                                                       | 32 754                                                |                                                       |
| 2007                                                  | 2007                                                  |                                                       | 33 422                                                |                                                       |
| 2015                                                  | 2015                                                  |                                                       | 34 763                                                |                                                       |
| 2021                                                  | 2021                                                  |                                                       | 37 531                                                |                                                       |